# Standardni tlak i temperatura
Standardni tlak i temperatura (standardni uvjeti, s.u., STP) prihvaćeni su uvjeti za eksperimentalna mjerenja u znanosti, sa svrhom olakšanog uspoređivanja različitih podataka.
Standardi su se tijekom povijesti mijenjali, a danas su najprihvaćeniji su oni koje su donijeli IUPAC i NIST.
IUPAC-ov standard definira se kao stanje temperature od 0 °C (273,15 K) i tlaka od 100 kPa (1 bar).
NIST-ov standard za temperaturu uzima 20 °C (293,15 K) i tlak od 101325 Pa (1 atm).